# Вінс Йоганн Якович
Вінс Йоганн Якович (23 червня 1860 - 01.1918, станція Гришине) - німецький колоніст, великий землевласник Бахмутського повіту Катеринославської губернії.

## Біографія
Вінс був власником хутора поблизу села Василівка . За документами Гальбштадского волосного управління йому спочатку належали 1500 десятин землі[джерело?]. Згідно ж відомостями землеміра М. Грінера - вже 2650 десятин[джерело?], а за списками П. Ремреля - 2700 десятин[джерело?]. Мабуть, збільшення земельних володінь обумовлено наступними покупками Вінсом землі вже для своїх дітей.
1 травня 1886 року одружився з Марією Фрізен (6.01.1866). У роки радянської влади М. Фрізен з дочкою Ельзою були інтерновані за Дон. У 1912 році для психіатричної лікарні «Бетані» * І.Я. Вінс вніс 100 рублів пожертвувань, а в 1918 Марія Вінс пожертвувала 1000 рублів.
У газеті «Friedensstimme» №3 від 10 січня 1918 року був описано вбивство Йоганна Яковича Вінса: «Вбивство. У станції Гришине, Катерининської ж. д. власник хутора Йоганн Яків. Вінс був викликаний і йому пред'явили вимогу заплатити певну суму грошей. Він пояснив, що має невелику суму грошей, і будь-хто може сам це перевірити і обшукати. Після цього він був на місці застрелений ».

## Родина
Дружина: 
Марія Фрізен (6 січня 1866 - ?) – у роки радянської влади була інтернована за Дон.
Доньки:
- Марія Вінс (3.02.1887) була співвласницею хутора Привітне.
- Анна Вінс (1.04.1889 - 01.1918). 25 травня 1912 вийшла заміж за Якова Вінса (24.12.1888 - 6.12.1918 убитий бандитами) – син власників хутора Митровка.
- Олена Вінс (7.08.1890 - 1961) 12 жовтня 1912 вийшла заміж за Вільгельма Вінса (13.08.1889). У них було 4 дітей.
- Ельза Вінс (10.06.1910) в роки радянської влади була виселена з матір'ю за Дон.[2]